# Oscar Birgersson
Oscar Birgersson, född 8 april 2000, är en svensk professionell ishockeyspelare (center) som spelar för Brynäs IF i SHL.

## Klubbar i karriären
- Brynäs IF